# Marcello-Klasse
Die Unterseeboote der Marcello-Klasse wurden von 1937 bis 1939 für die italienische Marine gebaut und im Zweiten Weltkrieg vorwiegend im Atlantik eingesetzt.

## Baugeschichte
Neun der elf Boote der Klasse wurden von der CRDA-Werft in Monfalcone gebaut, die letzten beiden von der OTO-Werft in Muggiano bei La Spezia. Die Klasse war nach dem venezianischen Admiral Lorenzo Marcello benannt.
Die Marcello-Klasse war eine Weiterentwicklung der Glauco-Klasse und als solche eine der technisch ausgereiftesten Hochsee-U-Boot-Klassen Italiens im Zweiten Weltkrieg. Der Marcello-Klasse folgte kurz vor Kriegsausbruch noch die etwas größere Marconi-Klasse. Im Gegensatz zu den Zweihüllenbooten der Balilla- oder auch der späteren Calvi-Klasse hatten diese relativ großen Langstreckenboote nur eine Hülle. Wie bei einigen anderen italienischen U-Boot-Klassen hatten auch die Boote der Marcello-Klasse einen zu massiven und hohen Turm, der während des Krieges umgebaut werden musste. Weitere technische und logistische Schwierigkeiten entstanden dadurch, dass die Regia Marina zu viele Klassen mit jeweils zu wenigen Booten bauen ließ. Zwei Boote der Klasse wurden noch zu Transportbooten umgebaut.

## Einsatzgeschichte
Die Boote der Marcello-Klasse gehörten mit zu den erfolgreichsten Booten der italienischen Marine. Sie wurden zunächst alle im Mittelmeer eingesetzt. Nachdem das Boot Provana dort versenkt worden war, verlegte man die zehn verbliebenen in den Atlantik, wo sie von Bordeaux aus gegen alliierte Handelsschiffe operierten. Drei Boote, Emo, Veniero und Mocenigo wurden später ins Mittelmeer zurückberufen. Von den elf Booten überlebte nur Dandolo den Krieg, welches am 16. Juli 1943 den britischen Kreuzer HMS Cleopatra torpediert und schwer beschädigt hatte. Insgesamt versenkten die Boote der Klasse 28 Handelsschiffe (136.020 BRT) und beschädigten 17 weitere (60.835 BRT).

## Boote der Klasse
Bis Herbst 1940 unterstanden die Boote dem 12. U-Boot-Geschwader in La Spezia sowie dem 21. und 22. Geschwader in Neapel. Dann wurden sie vom italienischen U-Boot-Kommando Betasom in Bordeaux geführt, soweit sie nicht wieder im Mittelmeer zum Einsatz kamen.
| Name                    | Bauwerft          | Kiellegung       | Stapellauf         | Indienststellung   | Verbleib                                                              |
| ----------------------- | ----------------- | ---------------- | ------------------ | ------------------ | --------------------------------------------------------------------- |
| Lorenzo Marcello        | CRDA Monfalcone   | 4. Januar 1937   | 20. September 1937 | 5. März 1938       | am 22. Februar 1941 von HMS Montgomery im Nordatlantik versenkt       |
| Giacomo Nani            | CRDA Monfalcone   | 15. Januar 1937  | 16. Januar 1938    | 5. September 1938  | am 7. Januar 1941 bei Island von HMS Anemone versenkt                 |
| Sebastiano Veniero      | CRDA Monfalcone   | 23. Januar 1937  | 14. September 1938 | 6. Mai 1938        | am 7. Juni 1942 bei Sardinien versenkt                                |
| Lazzaro Mocenigo        | CRDA Monfalcone   | 19. Januar 1937  | 20. November 1937  | 16. August 1938    | am 13. Mai 1943 in Cagliari von US-Flugzeugen versenkt                |
| Andrea Provana          | CRDA Monfalcone   | 3. Februar 1937  | 16. März 1938      | 27. Juli 1938      | am 17. Juni 1940 bei Oran von Aviso La Curieuse gerammt und versenkt  |
| Agostino Barbarigo      | CRDA Monfalcone   | 6. Februar 1937  | 12. Juni 1938      | 19. September 1938 | am 19. Juni 1943 in der Biskaya versenkt                              |
| Angelo Emo              | CRDA Monfalcone   | 16. Februar 1937 | 29. Juni 1938      | 14. Oktober 1938   | am 10. November 1942 im Mittelmeer versenkt                           |
| Francesco Morosini      | CRDA Monfalcone   | 2. März 1937     | 28. Juli 1938      | 11. November 1938  | am 11. August 1942 in der Biskaya versenkt                            |
| Enrico Dandolo          | CRDA Monfalcone   | 14. Juni 1937    | 20. September 1937 | 25. März 1938      | am 8. September 1943 an die Alliierten übergeben, 1947 abgewrackt     |
| Comandante Cappellini   | OTO Muggiano (SP) | 25. April 1938   | 14. Mai 1939       | 23. September 1939 | Transportboot, am 8. September 1943 in Sepang von Japan übernommen    |
| Comandante Faà di Bruno | OTO Muggiano (SP) | 28. April 1938   | 18. Juni 1939      | 23. Oktober 1939   | am 8. November 1940 von der Havelock westlich von Schottland versenkt |